# Arthoniaceae
Arthoniaceae es una familia de hongos líquenizados en el orden Arthoniales. Están formados por la asociación de un  hongo ascomiceto con un fitobionte. Presentan apotecios lirelinos, sin borde talino o anfitecio y sin borde propio o partatecio, talo sin córtex.
Arthoniaceae es la familia más grande de Arthoniales, con unas 800 especies. La mayoría de las especies en Arthoniaceae se encuentran en Arthonia que es el género más grande con 500 especies. El segundo y tercer género son Arthothelium con 80 especies, y Cryptothecia con 60 especies.

## Géneros
- Arthonia
- Amazonomyces
- Arthonia
- Arthothelium
- Coniarthonia
- Cryptothecia
- Eremothecella
- Gymnographoidea
- Paradoxomyces
- Sagenidiopsis
- Sporostigma
- Stirtonia